# Spesartin
Spesartin, včasih tudi spesartit, je manganov aluminijev silikat iz skupine granatov s kemično formulo Mn3Al2[SiO4]3. Ime je dobil po kraju Spessart na Bavarskem (Nemčija), ki je tipično nahajališče tega minerala. Najpogosteje se pojavlja v pegmatitnem granitu in sorodnih kamninah in določenih nizko metamorfiranih filitih. Glavna nahajališča spesartina, primernega za izdelavo nakita, so v Šri Lanki in Braziliji. Druga nahajališča so v Avstraliji, Mjanmarju, Indiji, Afganistanu, Izraelu, Madagaskarju, Tanzaniji (od leta 2007) in ZDA.
Spesartin oranžno-rumene barve z Madagaskarja se imenuje mandarinski granat. Vijolično rdeči spesartini se pojavljajo v riolitih v Koloradu in Maine v ZDA. Spesartin tvori serijo trdnih raztopin z almandinom.